# Обласні автомобільні шляхи Львівської області
Обласні автомобільні дороги Львівської області — автомобільні шляхи обласного значення, що проходять територією Львівської області України. Список включає усі дороги місцевого значення області, головним критерієм для визначення порядку слідування елементів є номер дороги у переліку.

## Перелік обласних автомобільних доріг у Львівській області
| Індекс та номер дороги | Найменування автомобільної дороги | Протяжність, км | Опис | OpenStreetMap |
| ---------------------- | --------------------------------- | --------------- | --- | ------------- |
| О140101                | Броди - Сморжів                   | 30,9            | Автошля́х О140101 — автомобільний шлях довжиною 30,9 км, обласна дорога місцевого значення у Львівській області. Пролягає територією Золочівського (23,3 км) та Червоноградського (7,6 км) районів від міста Броди до села Сморжів. Починається в місті Броди на перетині з Т 1410 (вулиці Івана Богуна і Андрія Шептицького), проходить через села Лешнів, Щуровичі, Романівка, Сморжів. Закінчується на перетині з Т 1806. В місті Броди проходить по вулиці Тараса Чупринки. У селі Лешнів перетинає річку Слонівка, в селі Щуровичі - річку Стир, у селі Сморжів - річку Лошівка. |               |
| О140102                | Броди - Соколівка                 | 25,1            | Автошля́х О140102 — автомобільний шлях довжиною 25,1 км, обласна дорога місцевого значення у Львівській області. Пролягає територією Золочівського (25,1 км) району від міста Броди до села Соколівка. Починається в місті Броди на перетині з вулицею Львівська, проходить через села Пониковиця, Вовковатиця, Малі Переліски, Лабач, Соколівка. Закінчується поблизу села Соколівка. У місті Броди проходить по вулицях Миру і Тадеуша Костюшка. Між селами Пониковиця і Вовковатиця перетинає залізничну колію лінії Здолбунів - Красне (Рівненська дирекція залізничних перевезень Львівської РФ Укрзалізниці). У місті Броди перетинає річку Бовдурка, у селі Пониковиця - річку Стир, у селі Вовковатиця - річку Хрестинівка, поблизу села Великі Переліски - річку Богаїха. |               |
| О140103                | Ясенів - Золочів                  | 23,7            | Автошля́х О140103 — автомобільний шлях довжиною 23,7 км, обласна дорога місцевого значення у Львівській області. Пролягає територією Золочівського (23,7 км) району від села Ясенів до міста Золочів. Починається в селі Ясенів на перетині з М06, проходить через села Підгірці, Грабово, Бір, Сасів, Єлиховичі, місто Золочів. Закінчується поблизу міста Золочів на перетині з М09. У місті Золочів проходить по вулицях Бродівська, Степана Бандери і Львівська. У селах Підгірці і Бір перетинає річку Бужок, в селі Сасів - річку Західний Буг, в місті Золочів - річку Золочівка. |               |
| О140203                | Буськ - Вузлове                   | 28,5            | Автошля́х О140203 — автомобільний шлях довжиною 28,5 км, обласна дорога місцевого значення у Львівській області. Пролягає територією Золочівського (16,1 км), Львівського (9,0 км) та Червоноградського (3,4 км) районів, від міста Буськ до села Вузлове. Починається в місті Буськ на перетині з М06, проходить через села Рокитне, Яблунівка, Грабова, Полонична, Мазярня-Каранська, Шайноги. Закінчується на перетині з Н17 (поблизу села Вузлове). У селі Шайноги перетинає залізничну колію лінії Ківерці - Підзамче(Львівська дирекція залізничних перевезень Львівської РФ Укрзалізниці). Між містом Буськ і селом Рокитне перетинає річку Рокитна. |               |
| О140302                | Городок - Терновиця               | 21,0            | Автошля́х О140302 — автомобільний шлях довжиною 21,0 км, обласна дорога місцевого значення у Львівській області. Пролягає територією Львівського(12,3 км), та Яворівського (8,7 км) районів від міста Городок до села Терновиця. Починається в місті Городок на перетині з Т 1425, проходить через села Галичани, Речичани, Підлуби, Терновиця. Закінчується на перетині з М10. |               |
| О140401                | Дрогобич - Довголука              | 29,2            | Автошля́х О140401 — автомобільний шлях довжиною 29,2 км, обласна дорога місцевого значення у Львівській області. Пролягає територією Дрогобицького (22,2 км) та Стрийського (7,0 км) районів від міста Дрогобич до села Довголука. Починається у місті Дрогобич на вулиці Трускавецькій, проходить через місто Стебник, села Доброгостів, Уличне, Довголука. Закінчується на південному краї села Гірне на перетині з М06. У місті Стебник проходить по вулицях Дрогобицькій, Андрея Шептицького та Петра Мекелити. Між містами Дрогобич і Стебник проходить під Т 1402. У місті Дрогобич перетинає залізничну колію лінії Дрогобич - Борислав, у місті Стебник - лінії Дрогобич - Трускавець, поблизу села Довголука - лінії Стрий - Батьово (Львівська дирекція залізничних перевезень Львівської РФ Укрзалізниці). У місті Дрогобич перетинає річку Тисьмениця, у місті Стебник - потоки Соколів, Струха та річки Баньківка й Солониця, у селі Доброгостів - річку Колодниця (двічі), у селі Уличне - теж Колодниця, між селами Уличне і Довголука - річку Шипільська, у селі Довголука перетинає річку Ведмежий Потік. |               |
| О140403                | Дрогобич - Комарно                | 35,5            | Автошля́х О140403 — автомобільний шлях довжиною 35,5 км, обласна дорога місцевого значення у Львівській області. Пролягає територією Дрогобицького (23,8 км) та Львівського (11,7 км) районів; від міста Дрогобич до міста Комарно. Починається у місті Дрогобич на перетині з Т 1418 (вулиця Володимира Великого), проходить через села Рихтичі, Добрівляни, Грушів, Волоща, Мости, Нове Село, Березець, Переможне. Закінчується у місті Комарно на перетині з О141001 (вулиця Самбірська). У місті Дрогобич проходить по вулиці Пилипа Орлика. У селі Волоща до шляху примикає О140407. Між селами Рихтичі і Добрівляни перетинає залізничну колію лінії Стрий - Самбір (Львівська дирекція залізничних перевезень Львівської РФ Укрзалізниці). У селі Рихтичі перетинає річку Бар, у селі Добрівляни - річку Трудниця, у селі Грушів - річку Бистриця Тисменицька, у селі Мости - річку Дністер. |               |
| О140405                | Борислав - Дрогобич               | 10,5            | Автошля́х О140405 — автомобільний шлях довжиною 10,5 км, обласна дорога місцевого значення у Львівській області. Пролягає територією Дрогобицького (10,5) району, від міста Борислав до міста Дрогобич. Починається в місті Борислав на перетині з Т 1415 (вулиця Симона Петлюри), закінчується у місті Дрогобич на перетині з Т 1418 (вулиця Петра Сагайдачного). У місті Борислав проходить по вулиці Дрогобицькій, у Дрогобичі - по вулицях Залісся, Івана Франка та Самбірській. У місті Борислав двічі перетинає залізничну колію лінії Дрогобич - Борислав (Львівська дирекція залізничних перевезень Львівської РФ Укрзалізниці). Між містами Борислав і Дрогобич перетинає річку Раточина, у місті Дрогобич - річку Побук. |               |
| О140406                | Східниця - Верхнє Синьовидне      | 28,0            | Автошля́х О140406 — автомобільний шлях довжиною 28,0 км, обласна дорога місцевого значення у Львівській області. Пролягає територією Дрогобицького (10,1 км) та Стрийського (17,9 км) районів від селища Східниця до селища Верхнє Синьовидне. Починається в селищі Східниця на перетині з Т 1402 (стик вулиць Бориславської, Кропивницької та Тараса Шевченка), проходить через села Урич, Підгородці, Крушельниця, Корчин. Закінчується в селищі Верхнє Синьовидне на перетині з М06. У Східниці проходить вулицями Тараса Шевченка та Лісовій. У Верхньому Синьовидному — вулицями Богдана Хмельницького та Михайла Грушевського. У селищі Східниця перетинає річку Східничанка, поблизу Східниці - річку Перепростинку, у селі Урич - річку Уричанка (двічі), у селі Підгородці - річку Соколів Потік, поблизу села Крушельниця - річки Стрий та Крушельницю, у селі Корчин - річку Велика Річка. |               |
| О140502                | Жидачів - Верчани                 | 24,5            | Автошля́х О140502 — автомобільний шлях довжиною 24,5 км, обласна дорога місцевого значення у Львівській області. Пролягає територією Стрийського району від міста Жидачів до села Верчани. Починається в місті Жидачів на перетині з Т 1419, проходить через села Королівка, Покрівці, Стриганці, Ходовичі, Піщани, селище міського типу Гніздичів. Закінчується в селі Верчани на перетині з О141803. У місті Жидачів проходить по вулиці Гніздичівській. Поблизу села Верчани перетинає залізничну колію лінії Стрий - Ходорів (Львівська дирекція залізничних перевезень Львівської РФ Укрзалізниці). У селі Покрівці перетинає річку Жижава. |               |
| О140504                | Нові Стрілища - Ходорів           | 15,8            | Автошля́х О140504 — автомобільний шлях довжиною 15,8 км, обласна дорога місцевого значення у Львівській області. Пролягає територією Львівського (2.2 км),та Стрийського (13.6) районів від селища міського типу Нові Стрілища до міста Ходорів. Починається в селищі міського типу Нові Стрілища, на перетині з Н09, проходить через села Грусятичі, Дуліби, Отиневичі. Закінчується в місті Ходорів на перетині з М30 (вулиця Тараса Шевченка). У місті Ходорів проходить вулицею Львівською. У місті Ходорів перетинає залізничну колію лінії Тернопіль - Ходорів (Тернопільська дирекція залізничних перевезень Львівської РФ Укрзалізниці). У селі Грусятичі перетинає річку Гупалівка, в селі Дуліби - річку Безодня, в селі Отиневичі - річку Луг. |               |
| О140601                | Рава-Руська - Гайок               | 67,1            | Автошля́х О140601 — автомобільний шлях довжиною 67,1 км, обласна дорога місцевого значення у Львівській області. територією Львівського (23,9 км),та Червоноградського районів (44,2 км) районів від міста Рава-Руська до села Гайок. Починається в місті Рава-Руська Львівського району, на перетині з М09 (вулиця Євгена Коновальця), проходить через села Синьковичі, Гійче, Волиця, Пристань, Бутини, Двірці, Волиця, Реклинець, Рокети, Старий Добротвір, Перекалки, Руда, смт. Добротвір, м.Великі Мости. Закінчується в селі Гайок Львівського району на перетині з Н17. У місті Рава-Руська проходить по вулиці Володимира Великого, в місті Великі Мости - по вулицях Зелена, Львівська і Богдана Хмельницького, в селищі міського типу Добротвір - по вулиці Будівельна. У місті Великі Мости збігається з Р15 (1,1 км). У місті Рава-Руська перетинає залізничну колію лінії Рава-Руська - Червоноград, в селі Рокети - лінії Ковель - Львів (Львівська дирекція залізничних перевезень Львівської РФ Укрзалізниці). Між містом Рава-Руська і селом Синьковичі та в місті Великі Мости перетинає річку Рата, в селі Реклинець - річку Желдець. |               |
| О140701                | Золочів - Красне                  | 25,7            | Автошля́х О140701 — автомобільний шлях довжиною 25,7 км, обласна дорога місцевого значення у Львівській області. Пролягає Золочівським районом від міста Золочів до смт. Красне. Починається в місті Золочів на перетині з О140103(вулиці Львівська і Степана Бандери), проходить через села Хильчиці, Почапи, Гончарівка, Скварява, Острівчик-Пильний, Петричі. Закінчується у смт. Красне на перетині з Т 1806 (вулиця Михайла Грушевського). У місті Золочів проходить по вулиці Тараса Шевченка, в селищі міського типу Красне - по вулиці Золочівська. Поблизу селища міського типу Красне перетинає залізничну колію лінії Тернопіль - Красне (Тернопільська дирекція залізничних перевезень Львівської РФ Укрзалізниці). |               |
| О140901                | Розділ - Жирова                   | 20,1            | Автошля́х О140901 — автомобільний шлях довжиною 20,1 км, обласна дорога місцевого значення у Львівській області. Пролягає територією Стрийського району від смт. Розділ до села Жирова. Починається в смт. Розділ на перетині з Т 1419, проходить через села Берездівці, Тужанівці, Станківці, Піддністряни, Кам'яне, місто Новий Розділ. Закінчується в селі Жирова на перетині з М12. У місті Новий Розділ проходить по вулицях Миколаївська і Ходорівська. У селі Берездівці перетинає річку Іловець, у селищі міського типу Розділ - річку Колодниця. |               |
| О141001                | Судова Вишня - Комарно            | 42,7            | Автошля́х О141001 — автомобільний шлях довжиною 42,7 км, обласна дорога місцевого значення у Львівській області. Пролягає територією Яворівського (16,8 км), Самбірського (16,3 км) та Львівського (7,6 км) районів, від міста Судова Вишня до міста Комарно. Починається в місті Судова Вишня на перетині з вулицею Данила Галицького, проходить через села Дмитровичі, Дидятичі, Шишоровичі, Малі Мокряни, Михайлевичі, Вістовичі, Підгайчики, Романівка, Круковець, Переможне, місто Рудки. Закінчується в місті Комарно на перетині з Т 1425. У місті Рудки проходить по вулиці Степана Бандери, площі Відродження, вулицях В'ячеслава Чорновола та Івана Франка. У місті Рудки збігається з Н13 (0,25 км). У місті Комарно до шляху примикає О140403. У місті Рудки поблизу зупинного пункту 39 км перетинає залізничну колію лінії Львів - Самбір (Львівська дирекція залізничних перевезень Львівської РФ Укрзалізниці). У місті Судова Вишня перетинає річку Вишня, в місті Рудки - річки Вишенька і Вишня. |               |
| О141002                | Нагірне - Добромиль               | 42,1            | Автошля́х О141002 — автомобільний шлях довжиною 42,1 км, обласна дорога місцевого значення у Львівській області. Пролягає територією Яворівського (21,6 км), та Самбірського (19,5 км) районів від села Нагірне до міста Добромиль. Починається в селі Нагірне на перетині з Т 1415, проходить через села Конюшки, Мишлятичі, Золотковичі, Гусаків, Хідновичі, Тишковичі, Стороневичі, Міженець, Зоротовичі, Грушатичі, Нове Місто, Городисько, Боневичі. Закінчується в місті Добромиль на перетині з Т 1418. У місті Добромиль перетинає залізничну колію лінії Хирів - Нижанковичі -Перемишль (Львівська дирекція залізничних перевезень Львівської РФ Укрзалізниці). У селі Гусаків перетинає річку Бухта, в селі Міженець - річку Мала Вирва, в селі Грушатичі - річку Чижка, в селі Боневичі - річку Вирва. |               |
| О141003                | Мостиська - Краковець             | 23,0            | Автошля́х О141003 — автомобільний шлях довжиною 23,0 км, обласна дорога місцевого значення у Львівській області. Пролягає територією Яворівського району (23 км) ,від міста Мостиська до перетину з М10. Починається в місті Мостиська на перетині з М11, проходить через села Годині, Черневе, Мазури, Малнів, Глиниці. Закінчується на перетині з М10 (поблизу селища міського типу Краковець). У місті Мостиська перетинає залізничну колію лінії Львів - Перемишль (Львівська дирекція залізничних перевезень Львівської залізниці). У селі Годині перетинає річку Трощанка, в селі Мазури - річку Вишня. |               |
| О141101                | Стрілки - Ушковичі                | 20,5            | Автошля́х О141101 — автомобільний шлях довжиною 20,5 км, обласна дорога місцевого значення у Львівській області. Пролягає територією Львівського району від села Стрілки до села Ушковичі. Починається в селі Стрілки на перетині з Т 1425, проходить через села Стоки, Свірж, Кимир. Закінчується в селі Ушковичі на перетині з Т 1417. У селі Стоки перетинає річку Біла, в селі Свірж - річки Свірж і Лозова, в селах Кимир і Ушковичі - річку Погиблиця. |               |
| О141102                | Перемишляни - Чемеринці - Плугів  | 20,5            | Автошля́х О141102 — автомобільний шлях довжиною 44 км, обласна дорога місцевого значення у Львівській області. Пролягає територією Львівського (20,5 км) і Золочівського (23,9 км) районів від міста Перемишляни до перетину з М09. Починається в місті Перемишляни на перетині з Т 1806, проходить через села Борщів, Виписки, Чемеринці, Кучерівка, Курний, Дунаїв, Нестюки, Бібщани, Богутин, Красносільці, Поляни, селище міського типу Поморяни. Закінчується на перетині з М09 (поблизу села Плугів). Поблизу станції Зарваниця перетинає залізничну колію лінії Тернопіль - Красне (Тернопільська дирекція залізничних перевезень Львівської залізниці). У селі Чемеринці перетинає річку Золота Липа, в селі Дунаїв - річку Гнила Липа, в селищі міського типу Поморяни - річки Східна Золота Липа і Махнівка (двічі), в селі Красносільці - річку Самець. |               |
| О141407                | Калинів - Дубляни - Волоща        | 29,7            | Автошля́х О140407 — автомобільний шлях довжиною 29,7 км, обласна дорога місцевого значення у Львівській області. Пролягає по Самбірському (26,2 км) і Дрогобицькому (3,5 км) районах від міста Новий Калинів до села Волоща. Починається в місті Новий Калинів на перетині з Н13, проходить через села Калинів, Корналовичі, Гординя, селище Дубляни, Залужани, Лука, Майнич. Закінчується у селі Волоща на перетині з О140403. У місті Новий Калинів проходить по площі Авіації. У місті Новий Калинів перетинає залізничну колію лінії Львів - Самбір (Львівська дирекція залізничних перевезень Львівської залізниці). У селі Корналовичі перетинає річку Дністер. |               |
| О141602                | Сокаль - Стоянів                  | 38,3            | Автошля́х О141602 — автомобільний шлях довжиною 38,3 км, обласна дорога місцевого значення у Львівській області. Пролягає територією Червоноградського (38,3 км) району від села Забужжя до села Стоянів. Починається в селі Забужжя на перетині з О141603, проходить через селище міського типу Жвирка, місто Сокаль, села Горбків, Тартаків, Переспа, Бишів, Збоївська. Закінчується в селі Стоянів на перетині з Н17. У місті Сокаль проходить по вулицях Андрея Шептицького і Тартаківська, в селі Стоянів - по вулиці Сокальська. У місті Сокаль перетинає О141604. У селищі міського типу Жвирка до шляху примикає О141607. У селищі міського типу Жвирка поблизу станції Сокаль перетинає залізничну колію лінії Ковель - Львів (Львівська дирекція залізничних перевезень Львівської залізниці). Між селищем міського типу Жвирка і містом Сокаль перетинає річку Західний Буг. |               |
| О141603                | Сокаль - Бояничі                  | 5,8             | Автошля́х О141603 — автомобільний шлях довжиною 5,8 км, обласна дорога місцевого значення у Львівській області. Пролягає територією Червоноградського району від села Забужжя до села Бояничі. Починається в селі Забужжя на перетині з О141602, проходить через село Опільсько, закінчується в селі Бояничі на перетині з Р15. Поблизу села Забужжя перетинає залізничну колію лінії Ковель - Львів (Львівська дирекція залізничних перевезень Львівської залізниці). |               |
| О141604                | Червоноград - Перетоки            | 27,7            | Автошля́х О141604 — автомобільний шлях довжиною 27,7 км, обласна дорога місцевого значення у Львівській області. Пролягає територією Червоноградського району (27,7 км) від села Бендюга до села Перетоки. Починається в села Бендюга на перетині з Т 1410, проходить через села Поториця, Ільковичі, Скоморохи, місто Сокаль. Закінчується в селі Перетоки. По місті Сокаль проходить по вулицях Петра Чайковського, Івана Підкови, Дмитра Яворницького. У місті Сокаль перетинає О141602. Поблизу села Велике перетинає річку Білосток, між селами Ільковичі і Скоморохи - річку Спасівка. |               |
| О141605                | Белз - Великі Мости               | 17,9            | Автошля́х О141605 — автомобільний шлях довжиною 17,9 км, обласна дорога місцевого значення у Львівській області. Пролягає територією Червоноградського району, від міста Белз до міста Великі Мости. Починається в місті Белз на перетині з Т 1404, проходить через села Низи, Куличків. Закінчується в місті Великі Мости на перетині з Р15. У місті Белз перетинає річку Солокія, поблизу села Куличків - річку Болотня. |               |
| О141606                | КПП «Варяж» - Бояничі             | 9,0             | Автошля́х О141606 — автомобільний шлях довжиною 9,0 км, обласна дорога місцевого значення у Львівській області. Пролягає територією Червоноградського району , від КПП «Варяж» до села Бояничі. Починається на Державному кордоні України з Польщею (КПП «Варяж»), проходить через село Варяж, закінчується в селі Бояничі на перетині з Р15. У селі Варяж перетинає річку Варяжанка. |               |
| О141607                | Сокаль - Червоноград              | 9,3             | Автошля́х О141607 — автомобільний шлях довжиною 9,3 км, обласна дорога місцевого значення у Львівській області. Пролягає територією Червоноградського району (9,3 км) від селища міського типу Жвирка до міста Червоноград. Починається в селищі міського типу Жвирка на перетині з О141602, проходить через села Завишень, Добрячин. Закінчується в місті Червоноград на перетині з Р15 (вулиця Промислова). У місті Червоноград проходить по вулицях Львівська і Богдана Хмельницького. У селищі міського типу Жвирка поблизу станції Сокаль перетинає залізничну колію лінії Ковель - Львів (Львівська дирекція залізничних перевезень Львівської залізниці). |               |
| О141803                | Стрий - Журавно                   | 23,5            | Автошля́х О141803 — автомобільний шлях довжиною 23,5 км, обласна дорога місцевого значення у Львівській області. Пролягає територією Стрийського (33,5 км) району, від міста Стрий до селища міського типу Журавно. Починається в місті Стрий на перетині з Н10 (вулиця Болехівська), проходить через села Слобідка, Верчани, Підгірці, Олексичі, Гайдучина, Йосиповичі, Корнелівка, Нове Село, Облазниця, Жирівське, Антонівка, Мазурівка, селище міського типу Дашава. Закінчується в селищі міського типу Журавно на перетині з Т 1419. У селі Слобідка проходить по вулицях Колесси, в селі Верчани - по вулиці Зелена. У селі Верчани до шляху примикає О140502. Поблизу міста Стрий перетинає залізничну колію лінії Івано-Франківськ - Стрий (Львівська дирекція залізничних перевезень Львівської залізниці). Між селами Верчани і Підгірці перетинає річку Жижава, в місті Дашава - річку Бережниця, в селі Нове Село - річку Любешка. |               |
| О141804                | Стрий - Меденичі                  | 28,2            | Автошля́х О141804 — автомобільний шлях довжиною 28,2 км, обласна дорога місцевого значення у Львівській області. Пролягає територією Стрийського (11,4 км) та Дрогобицького (6,8 км) районів, від перетину з М06 до селища Меденичі. Починається на перетині з М06 поблизу села Угерсько, проходить через села Вівня, Кавське, Рівне. Закінчується в селищі Меденичі на перетині з Т 1402. У селищі Меденичі проходить по вулиці Шкільній. Поблизу зупинного пункту Угерсько перетинає залізничну колію лінії Львів - Стрий (Львівська дирекція залізничних перевезень Львівської залізниці). У селі Вівня перетинає річку Вівня, між селами Вівня і Кавське - річки Черниця, Колодниця, Суха і Перекоп, поблизу Меденич - річку Коросницю. |               |
| О141805                | під'їзд до м.Моршин               | 6,4             | Автошля́х О141805 — автомобільний шлях довжиною 6,4 км, обласна дорога місцевого значення у Львівській області. Пролягає територією Стрийського (6,4 км.) району, від перетину з Н10 до перетину з Н10. Починається на перетині з Н10, проходить через села Довге, Баня Лисовицька, місто Моршин. Закінчується в селі Лисовичі на перетині з Н10. У селі Довге проходить по вулиці Богдана Хмельницького, в місті Моршин - по вулицях Івана Франка і Вокзальна. У місті Моршин та між селами Баня Лисовицька і Лисовичі перетинає залізничну колію лінії Івано-Франківськ - Стрий (Івано-Франківська дирекція залізничних перевезень Львівської залізниці). У місті Моршин перетинає річку Бережниця. |               |
| О141901                | Турка - Лопушанка                 | 29,2            | Автошля́х О141901 — автомобільний шлях довжиною 29,2 км, обласна дорога місцевого значення у Львівській області. Пролягає територією Самбірського району, від міста Турка до села Лопушанка. Починається в місті Турка на перетині з Н13 (вулиця Поляна), проходить через села Шум'яч, Вовче, Жукотин, Бережок, Лімна, Хащів. Закінчується у селі Лопушанка. У місті Турка проходить по вулицях Івана Франка, Молодіжна, площа Ринок, Січових Стрільців, Середня. У місті Турка перетинає залізничну колію лінії Самбір - Чоп (Львівська дирекція залізничних перевезень Львівської залізниці). У місті Турка тричі перетинає річку Яблунька, у селі Бережок - річку Дністер. |               |
| О141902                | Турка - Східниця                  | 38,5            | Автошля́х О141902 — автомобільний шлях довжиною 38,5 км, обласна дорога місцевого значення у Львівській області. Пролягає територією Самбірського (26,2 км) та Дрогобицького (12,3 км) районів, від міста Турка до селища Східниця. Починається у місті Турка на перетині з Н13 (вулиця Самбірська), проходить через села Явора, Ісаї, Ясениця, Кіндратів, Головське, Кринтята, Майдан, Рибник, Новий Кропивник. Закінчується у селищі Східниця на перетині з Т 1402 (вулиця Бориславська) та О140406 (вулиця Тараса Шевченка). У селі Явора проходить вулицями Вокзальна та Завадка, у селі Ісаї - вулицями Луговиків та Набережна Стрия, у селі Ясениця - центральною вулицею, у селі Кіндратів - вулицею Тараса Шевченка, у селі Головське - також вулицею Тараса Шевченка, у селі Кринтята - вулицею Івана Франка, у селі Майдан - вулицею Тараса Шевченка, у селі Рибник - вулицями Нескорених та Надгірною, у селі Новий Кропивник - вулицями Стрийською та Олекси Довбуша, у селищі Східниця - по вулиці Кропивницькій. Поблизу Яворської ГЕС перетинає залізничну колію лінії Самбір - Чоп (Львівськка дирекція залізничних перевезень Львівської залізниці). У селі Явора перетинає річку Явірка, у селі Ісаї - річку Торгівчанка, у селі Ясениця - річки Стрий та Ясінка, у селі Кіндратів - річки Дудлятка та Кіндратівка (двічі), у селах Кринтята і Майдан - річку Рибник Зубриця (тричі), у селі Рибник - потік Сухий, у селі Новий Кропивник - річку Стрий та річку Східничанка (двічі), у селищі Східниця - річку Східничанку. |               |
| О141903                | Бориня - Мохнате                  | 30,3            | Автошля́х О141903 — автомобільний шлях довжиною 30,3 км, обласна дорога місцевого значення у Львівській області. Пролягає територією Самбірського (с.Штуковець, Нижнє Висоцьке, Комарники, Верхнє Висоцьке ) 27,0 км., та Стрийського (с.Матків,Мохнате),3,3 км.,районів, від селища міського типу Бориня до села Мохнате. Починається в селищі міського типу Бориня на перетині з Н13, проходить через села Штуковець, Нижнє Висоцьке, Комарники, Верхнє Висоцьке, Матків. Закінчується в селі Мохнате,Стрийського району, на перетині з М06. У селищі міського типу Бориня проходить по вулицях Івана Франка і Миколайчука, в селі Штуковець - по вулиці Окапці, в селі Нижнє Висоцьке - по вулицях Центральна і Купиня, в селі Комарники - по вулицях Облазці, Ровінь, Центральна, Зауглище, в селі Верхнє Висоцьке - по вулицях Тараса Шевченка і Івана Франка, в селі Матків - по вулицях Зелена, Пукеци і Стрийська. У селищі міського типу Бориня перетинає річку Боринька (4 рази), в селі Нижнє Висоцьке - річку Гнила, в селі Комарники - річку Ріг, в селі Верхнє Висоцьке - річку Либохора, в селі Матків - річку Хусне, в селі Мохнате - річку Стрий. |               |
| О142001                | Яворів - Грушів                   | 19,9            | Автошля́х О142001 — автомобільний шлях довжиною 19,9 км, обласна дорога місцевого значення у Львівській області. Пролягає територією Яворівського району, від міста Яворів до села Грушів. Починається в місті Яворів на перетині з вулицями Маковея і Львівська, проходить через села Чернилява, Нагачів, Дрогомишль, Лужки. Закінчується поблизу села Грушів на перетині з Т 1403. У місті Яворів проходить по вулиці Січових Стрільців. Між селами Чернилява і Нагачів перетинає річку Ретичин, в селі Нагачів - річку Липка, в селі Дрогомишль - річку Вільшанка. |               |